# Super Bomberman 3
Super Bomberman 3 (スーパーボンバーマン3?, Sūpā Bonbāman Surī) è un videogioco sviluppato da Hudson Soft per Super Nintendo nel 1995. È il terzo gioco della serie Bomberman per il Super Nintendo.

## Trama
Una notte, Bagular entra in una discarica dentro il suo UFO. Trova i corpi dei Five Dastardly Bombers e li aspira dentro il suo UFO. Fatto questo, li dispone su dei tavoli e comincia a lavorare per rianimarli! Sentendo questo, White Bomber e Black Bomber partono per fermare i Five Dastardly Bombers, e sconfiggere definitivamente lo stesso Bagular. I due partono per salvare il mondo un'altra volta.

## Modalità di gioco

Immagine di gioco

Questo gioco elimina molte aggiunte al gameplay fatte in Bomberman '94 e in Super Bomberman 2 e ritorna alla formula classica. Per quanto riguarda il multiplayer, il gioco presenta molte novità rispetto ai capitoli precedenti, aggiungendo più personaggi, ognuno rappresentante di un paese della Terra (inclusa Pretty Bomber, rappresentante della Francia, nemica in Super Bomberman 2 ma non in questo capitolo). Ci sono anche nuove scene per la modalità storia, che si incentra sulla resurrezione dei Five Dastardly Bombers, nemici sconfitti in Super Bomberman 2, dato che Shirobon (White Bomber) e Kurobon (Black Bomber) si avventurano attraverso diverse stelle a tema elementale, nelle quali i Five stanno portando distruzione, sotto la guida del loro capo, Bagular.
La grafica delle animazioni cambia in questo terzo capitolo; a differenza dei primi due capitoli, la grafica di questo capitolo sono state semplificate, con un look simile alla grafica dei vecchi giochi di Bomberman per PC Engine/TurboGrafx-16, e la maggior parte delle musiche nel gioco sono versioni remixate delle tracce dei precedenti giochi.

## Accoglienza
All'uscita, Famitsū ha dato al gioco un punteggio di 28 su 40.